# Suzuki RG 500 Gamma
Die RG 500 Gamma ist ein Motorrad der japanischen Firma Suzuki, das direkt vom Rennmotorrad Suzuki RG 500 abgeleitet wurde.

## Technik
Das Fahrzeug ist ein so genannter Supersportler. Die Technik ist fast eins zu eins vom damaligen Rennmotor übernommen worden. Der wassergekühlte Vierzylinder-Zweitaktmotor (Square-Four-Anordnung) mit 4 Plattendrehschiebern und Kassettengetriebe hat einen Hubraum von 498 cm³. Er leistet 70 kW (95 PS) bei 10000 min−1. Das maximale Drehmoment beträgt 71,3 Nm bei 9500/min und das Kompressionsverhältnis 7:1. Mit 56 mm Bohrung und 50,6 mm Hub hat der Motor bei Nenndrehzahl eine Kolbengeschwindigkeit von 16,87 m/s. Über einen Primärtrieb mit Zahnrädern, eine Mehrscheibenölbadkupplung, ein Getriebe mit sechs Gängen und eine Kette wird die Kraft auf das Hinterrad übertragen.  Das Fahrwerk besteht aus einer Teleskopgabel vorn und einer Schwinge hinten. Vorn sind zwei, hinten eine Scheibenbremse eingebaut. Die RG 500 erreicht eine Höchstgeschwindigkeit von 228 km/h. Das Trockengewicht beträgt 154 kg, das Leergewicht 181 kg.

## Besonderheiten
Die RG 500 ist bis heute das einzige 2-Takt-Serienfahrzeug, dessen Antrieb direkt von einem Grand-Prix-Motor abstammt. Die Konkurrenzprodukte Yamaha RD 500 LC V4 (65 kW / 88 PS) (223 km/h) und Honda NS 400 R (53 kW / 72 PS) waren in den Fahrleistungen schwächer und ihre Motorenkonstruktion nicht direkt an die der GP-Maschinen angelehnt. Daher war der RG500-Antrieb vor allem bei Amateurfahrern der nationalen 500er-Rennklassen beliebt.
Die Gamma ist (Stand 2013) das stärkste je gebaute Großserien-Zweitakt-Motorrad.

## Beurteilung
Mit einem Gewicht von 181 kg wirkt die Gamma wie eine Rennmaschine, die nur mittels Beleuchtungsanlage und Straßenreifen zulassungsfähig gemacht wurde. Dennoch gibt sich die RG beim Fahren ausgesprochen gutmütig.

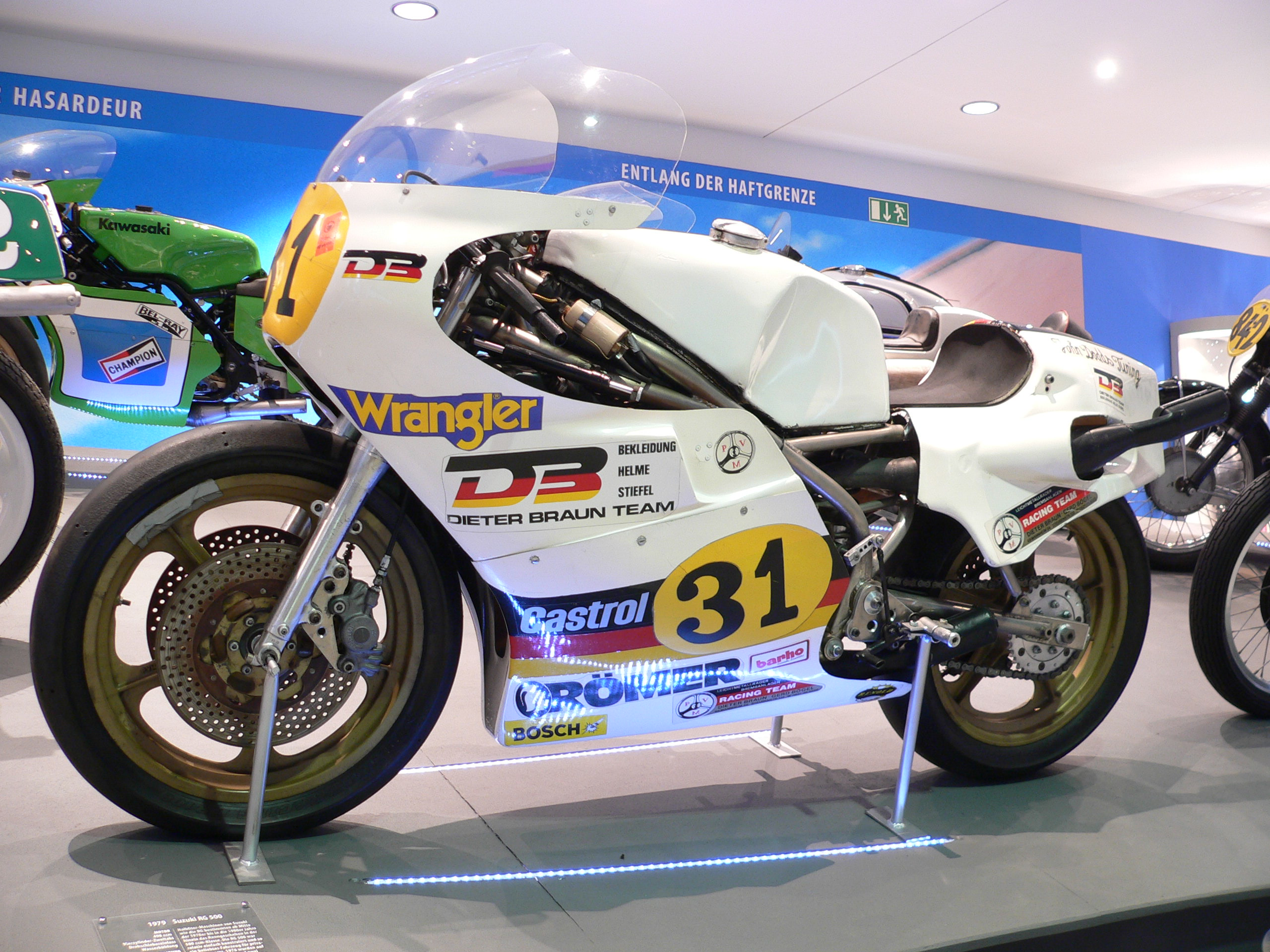
Suzuki RG 500 (118 PS, 275 km/h) von 1979 im Zweirad-Museum Neckarsulm
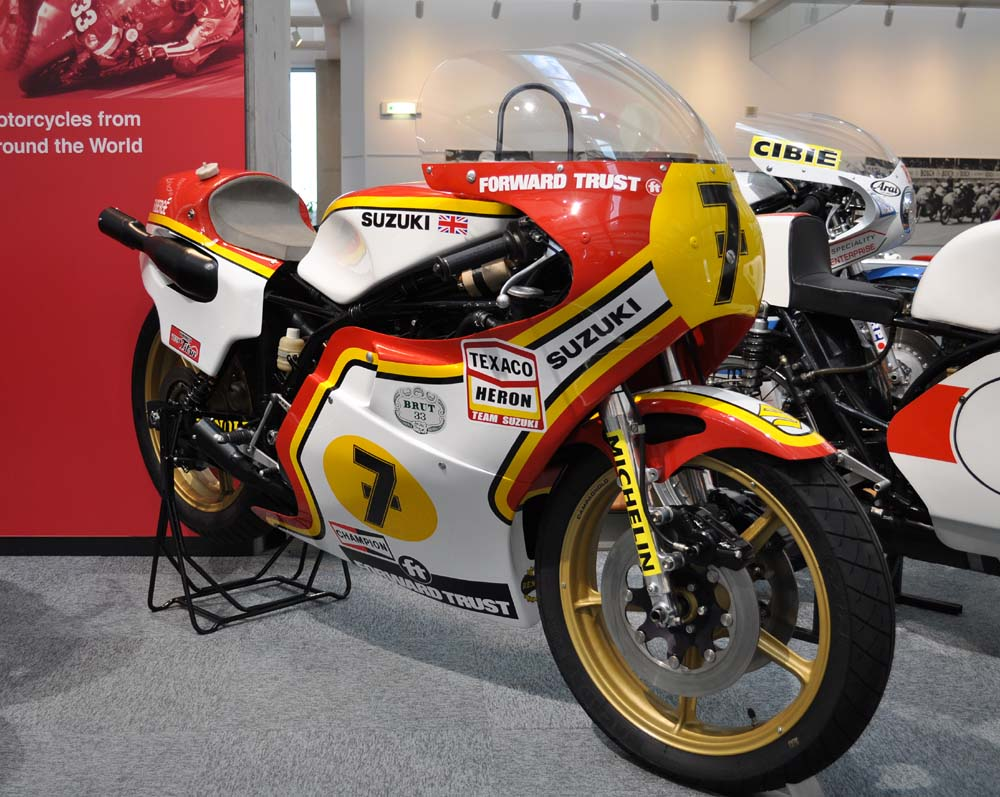
Eine Rennmaschine von Barry Sheene aus dem Jahr 1977 aus der die Serienversion für die Straße hervorging
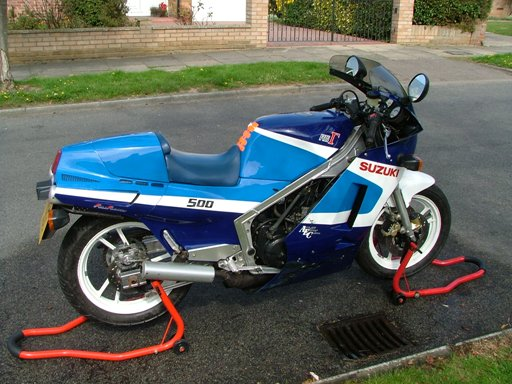
RG 500 Gamma blau-weiß auf Schnellständern
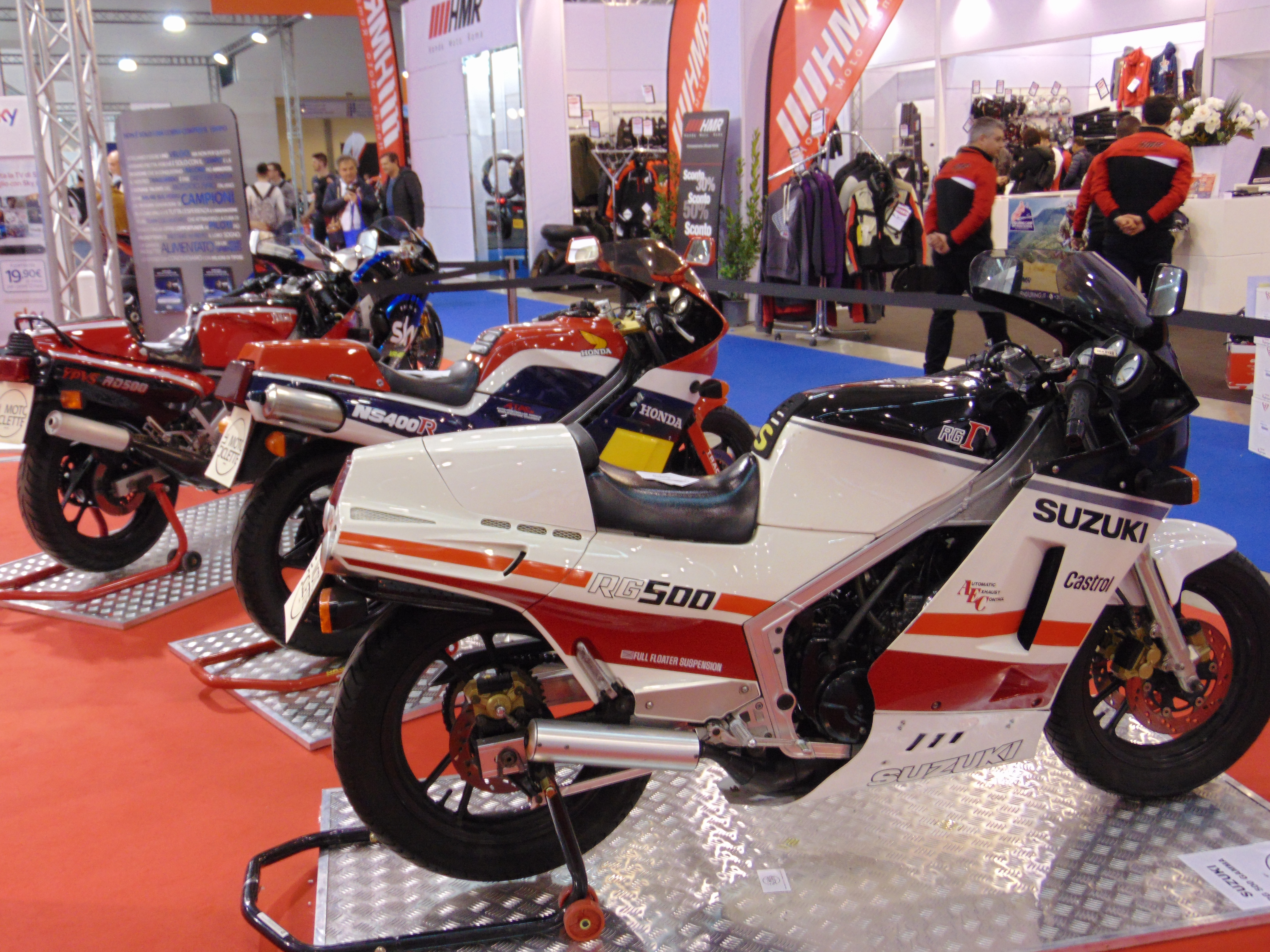
Suzuki RG 500 Gamma, schwarz-weiss-rot

## Schwachstellen und Bestand
Defekte traten vor allem beim Getriebe auf. Die RG 500 übernahm das Getriebe von der weitgehend baugleichen Suzuki RG 400. Diese wurde für den japanischen Markt mit der – wegen der restriktiven Führerscheinregelung – populären 400-cm³-Klasse konzipiert. Die RG 500 hatte jedoch 72 kW / 95 PS statt nur 43 kW / 59 PS der RG 400 und ein höheres Drehmoment. Das Getriebe war dafür zu schwach dimensioniert.
2017  waren laut Kraftfahrtbundesamt noch 160 Motorräder dieses Typs zugelassen.